# Cerkev sv. Blaža, Dubrovnik
Cerkev sv. Blaža (hrvaško crkva svetog Vlaha) stoji na Trgu Luža v Dubrovniku. To je baročna cerkev, ki je posvečena dubrovniškemu zavetniku svetemu Blažu. Postavljena je bila v letih 1706 do 1714 na prostoru, kjer je bila prej stala romanska cerkev posvečena istemu svetniku.
Starejša cerkev je bila v katastrofalnem potresu 1667 uničena. Na zahtevo dubrovniških oblasti je sedanjo cerkev postavil beneški gradbeni mojster Marino Groppelli. Pri gradnji se je zgledoval na cerkev svetega Mavricija, ki stoji v Benetkah. Sama zgradba je zamišljena kot centralno poslopje z ovalno kupolo v sredini in z bogato okrašenim portalom, ter stopniščem pred vhodom v cerkev. Notranjost cerkve je bogato baročno okrašena. Najbolj tipični primerki baročnega itinirera so razkošni raznobarvni marmorni oltarji. Na glavnem oltarju stoji dragocen kip svetega Blaža z maketo mesta v levi roki. Na maketi se lepo vidijo vidijo poslopja, ki so bila kasneje uničena. Kip je iz 15. stoletja, narejen je iz pozlačenega srebra, delo domačega mojstra Nikole Lazaniča. Po umetniški vrednosti je to ena od najdragocenejših skulptur v dolgi zgodovini mesta. Skulptura svetega Blaža je edina od številnih zlatih ali |srebrnih skulptur cerkvenega posodja, ki je nepoškodovana preživela požar cerkve, zato so to dejstvo imeli za dokaz njene čudodelnosti.